# Berlinul de Vest
Berlinul de Vest / Occidental / Apusean a fost numele sub care a fost cunoscută partea apuseană a Marelui Berlin între 1949 și 1990. El era format din sectoarele de ocupație american, britanic și francez, așa cum fuseseră stabilite în 1945. Deși nu era parte oficială a Germaniei Occidentale, partea apuseană a Berlinului era integrată în multe privințe cu statul vest-german. Sectorul sovietic a devenit cunoscut ca Berlinul Răsăritean, fiind proclamat de autoritățile comuniste est-germane capitală a statului comunist german. Aliații occidentalli nu au recunoscut niciodată statutul de capitală a Berlinului de Est, considerând întreg orașul ca un tot, aflat din punct de vedere legal sub regimul ocupației celor patru puteri învingătoare în cel de-al Doilea Război Mondial. Ridicarea Zidului Berlinului în 1961 a rupt orice legătură între sectoarele americano-britanico-francez pe de-o parte și cel sovietic pe de altă parte. Berlinul Occidental a fost înconjurat de la sfârșitul celei de-a doua conflagrații mondiale de teritoriile Germaniei comuniste și ale Berlinului Răsăritean. 
În mod oficial, sectorul occidental al Berlinului era denumit de autoritățile vest-germane „Berlin (West)”, iar de autoritățile est-germane „Westberlin”, acestea din urmă încercând să sugereze că Berlinul de Vest nu era o parte a „Berlinului” ca întreg. Berlinul Răsăritean era numit oficial de autoritățile est-germane Berlin, Hauptstadt der DDR („Berlin, capitala RDG-ului”), sau simplu „Berlin”.

## Originile

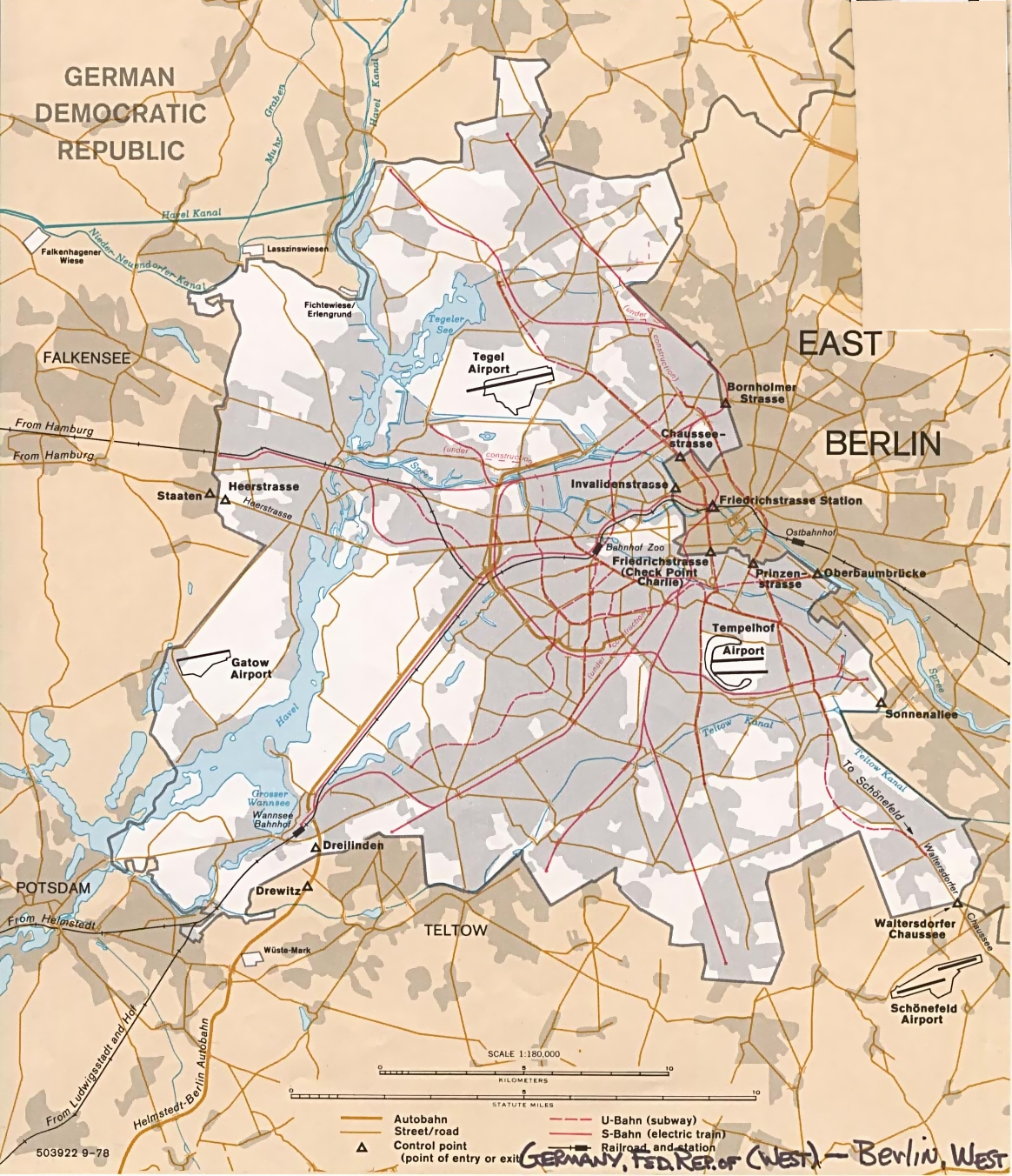
Berlinul de Vest în 1978.

Acordul de la Potsdam, semnat la sfârșitul celui de-al Doilea Război Mondial a stabilit cadrul legal al ocupației Germaniei. În conformitate cu prevederile acordului, Germania urma să fie sub suveranitatea celor patru aliați importanți, Statele Unite, Regatul Unit, Franța și Uniunea Sovietică, până când avea să fie instalat un guvern german acceptat de toate părțile. Germania urma să fie împărțită în patru zone de ocupație, fiecare urmând să fie administrat de câte una dintre puterile învingătoare. Berlinul, deși aflat în mijlocul sectorului sovietic de ocupație, urma să fie împărțit în sectoare de ocupație după același principiu care a stat la baza divizării Germaniei în zone de ocupație. Cei trei aliați occidentali urmau să ocupe un teritoriu care urma să se constituie într-o enclavă în partea apuseană a Berlinului. În conformitate cu prevederile acordului, ocupația Berlinului avea să se încheie numai după toate cele patru puteri învingătoare erau de acord cu acest fapt. Această clauză nu se aplica și Germaniei ca întreg. Aliaților occidentali le era garantat un coridor aerian deschis către sectoarele lor de ocupație, iar autoritățile sovietice acceptau neoficial legăturile pe șosele și calea ferată între Berlinul de Vest și Germania Occidentală. 
La început, acest aranjament oficial doar unul temporar, necesar unei mai bune administrări a orașului, părțile semnatare ale Acordului de la Potsdam căzând de acord ca Germania și Berlinul urmau să fie în scurtă vreme reunificate. Totuși, cum relațiile dintre aliații occidentali și Uniunea Sovietică au devenit tot mai tensionate, ajungându-se la declanșarea războiului rece, nu s-a mai ajuns la reunificarea administrațiilor Germaniei și a capitalei sale. În scurtă vreme, sectorul de ocupație sovietic pe de-o parte și cele trei sectoare de ocupație ale aliaților occidentali au avut două administrații separate. În 1948, sovieticii au încercat să rezolve în stil propriu problema, prin expulzarea aliaților occidentali, impunând o blocadă terestră împotriva sectoarelor occidentale ale Berlinului. Aliații occidentali au răspuns prin folosirea coridorului aerian garantat și au aprovizionat orașul printr-o acțiune care a devenit cunoscută ca "Podul aerian al Berlinului". În mai 1949, sovieticii au ridicat blocada, iar existența Berlinului de Vest ca entitate separată a fost salvată. Până la sfârșitul anului aveau să fie create două state separate în Germania ocupată: Republica Federală Germania (Germania Occidentală) în zonele de ocupație ale aliaților occidentali și Republica Democrată Germană (Germania Răsăriteană) în zona de ocupație sovietică, Berlinul fiind o enclavă în RDG.

Harta de Vest și Berlinul de Est, punctele de trecere a frontierei, rețelele de metrou (harta interactivă)

## Statutul legal

Steagul Berlinului de Vest

În conformitate cu politica oficială urmată de aliații occidentali, ocupația Germaniei Occidentale s-a încheiat în 1949 odată cu proclamarea Republicii Federale Germania și a Republicii Democrate Germane. În schimb, ocupația Berlinului nu putea să înceteze decât printr-un acord a celor patru puteri învingătoare. Orașul a rămas în accepțiunea occidentală un teritoriul ocupat sub suveranitatea formală a aliaților. Sovieticii au declarat în mod unilateral încheiată ocupația odată cu proclamarea RDG-ului, dar acest act nu a fost recunoscut de aliații occidentali. 
În multe privințe, Berlinul de Vest a funcționat ca făcând parte de facto din Germania Occidentală, hărțile arătând-o ca făcând parte din RFG. Locuitorii Berlinului de Vest erau cetățeni vest-germani și se bucurau de libertatea de mișcare (îngrădită într-o oarecare măsură de poziția geografică) între sectorul occidental al orașului și RFG. 

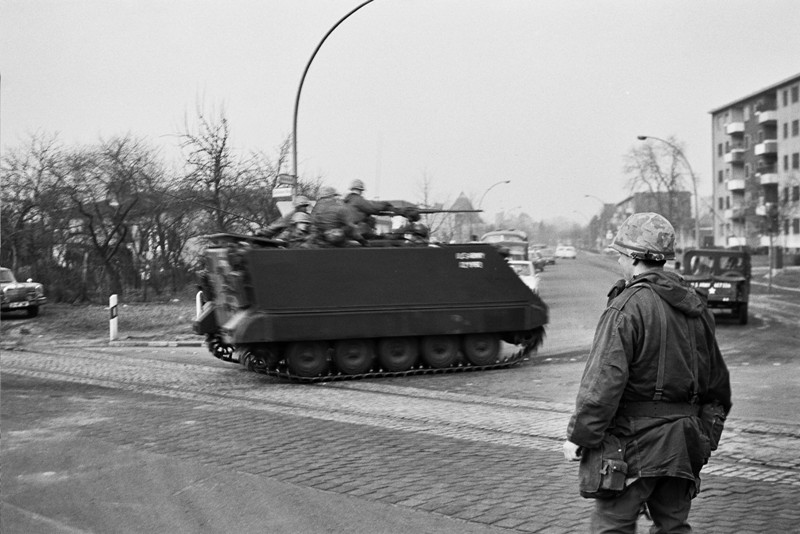
Trupe americane strecurându-se prin traficul aglomerat în dimeneața unei zile a anuluii 1969, în cartierul redidențial Zehlendorf.

Aliații occidentalli erau totuși autoritățile supreme în sectoarele occidentale de ocupație. Berlinul Occidental era condus de un primar și de un consiliu orășenesc găzduiți la Rathaus Schöneberg, dar autoritatea lor emana de la forțele de ocupație, nu de la faptul că erau aleși prin vot popular. Berlinul Occidental nu se număra printre landurile RFG-ului, nu făcea parte dintr-un land, iar constituția vest-germană (Grundgesetz) nu se aplica pe teritoriul orașului. 
Asta făcea că vest-berlinezii nu puteau vota în alegerile federale, în schimb ei erau reprezentați în mod indirect în Bundestag de 20 de delegați fără drept de vot, aleși de Camera Reprezentanților din Berlinul de Vest. În mod similar, Senatul din Berlinul de Vest trimiteau delegați fără drept de vot în Bundesrat. Ca cetățeni ai RFG-ului, cetățenii vest-berlinez puteau fi aleși pe listele de partid pentru locurile distribuite în sistemul electoral proporțional în Bundestag. Primarul Berlinului de Vest Willy Brandt a devenit cancelar prin această metodă, în 1969.
Statutul ambiguu al Berlinului de Vest făcea ca cetățenii orașului să fie exceptați de prevederile legile serviciului militar obligatoriu al RFG-ului. Această excepție făcea orașul foarte popular printre tinerii vest-germani, ceea ce a dus la o contracultură înfloritoare, ceea ce a fost o caracteristică definitoare a orașului. 
Alte anomalii ale orașului erau reprezentate de „actele de identitate provizorii”, neprevăzute cu stema Germaniei, interzicerea zborurilor companiei aeriene Lufthansa către oraș și existența unei administrații poștale separate de cea a RFG-ului, cu dreptul de a emite propriile mărci poștale (până în 1990).

## Perioada divizării orașului

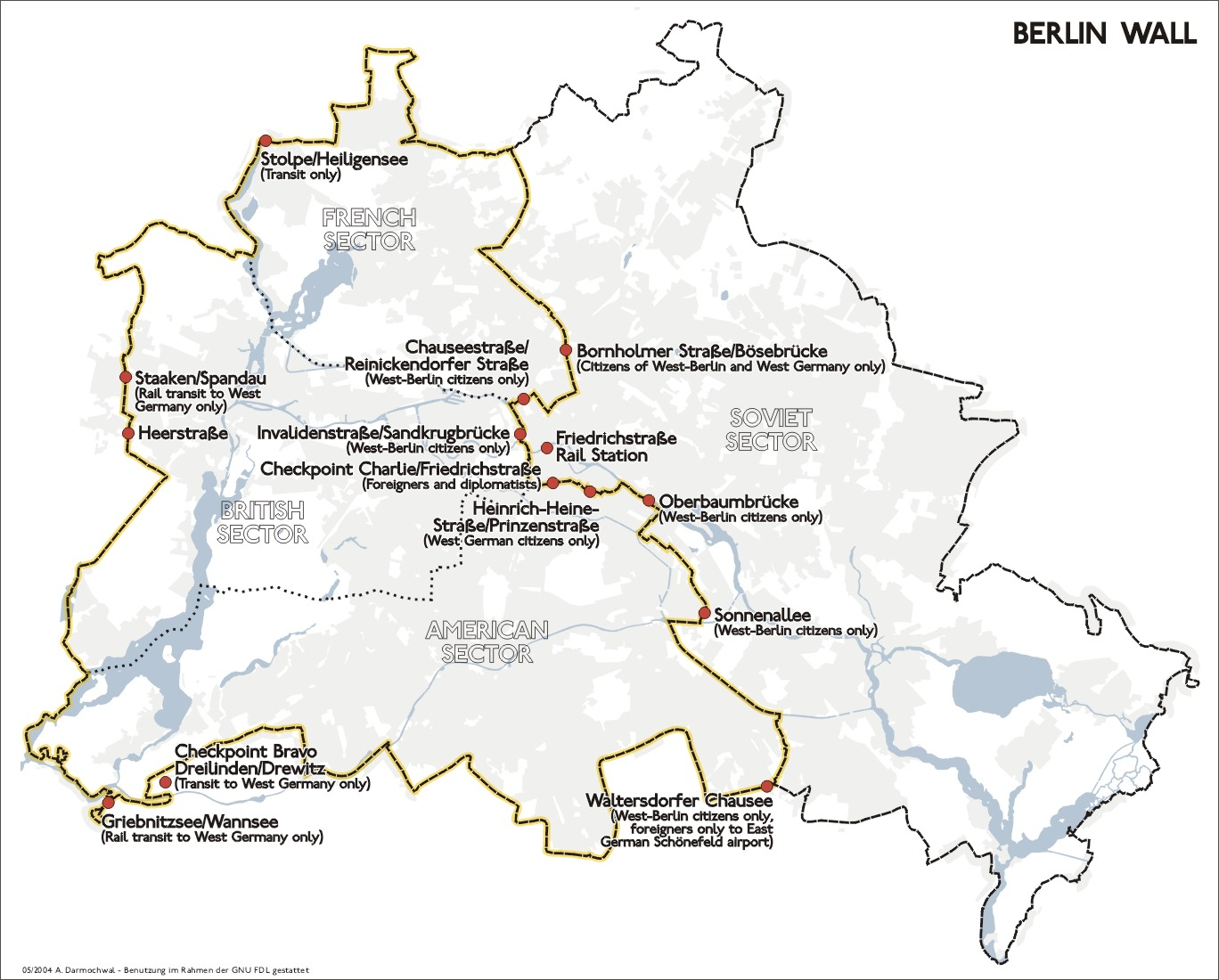
Hartă cu locațiile punctelor de trecere prin Zidul Berlinului.

Deși Berlinul de Vest era în mod oficial separat de Berlinul de Est după anul 1949, pentru mai mult de un deceniu, a existat libertatea mișcării între cele două sectoare, și în multe privințe Berlinul a funcționat ca un oraș unitar. Rețelele metroului (U-Bahn) și metroului ușor (S-Bahn) berlinez, reconstuite după război, acopereau toate sectoarele de ocupație. Mulți berlinezi locuiau în una din jumătătile orașului și își aveau prietenii, slujbele sau familiile în cealaltă jumătate. 
Odată cu întețirea războiului rece, tot mai mulți est-germani au început să părăsească RDG-ul pentru a ajunge în RFG. Germania de Est a închis granițele cu Germania de Vest în 1952, dar nu a închis și granița din interiorul Berlinului. Datorită acestui fapt, cei care doreau să părăsească Germania Răsăriteană puteau folosi Berlinul drept punct de tranzit pentru a ajunge în RFG. Tocmai pentru a opri această fugă, guvernul est-german a construit Zidul Berlinului, acesta separând din punct de vedere fizic Berlinul de Vest de restul Germaniei de Est. Zidul a fost construit pe 13 august 1961. Era încă posibilă călătoria între cele două jumătăti ale orașului pe calea aerului, folosind anumite căi ferate și autostrăzi special desemnate pentru acest scop, dar locuitorii celor două Berlinuri erau separați atât din punct de vedere legal, cât și din punct de vedere fizic. 
În ziua de 26 iunie 1961, președintele SUA John F. Kennedy a vizitat Berlinul de Vest și, în cadrul unui discurs, a rostit celebra frază "Ich bin ein Berliner." 
Acordul celor patru puteri asupra Berlinului din septembrie 1971 și acordul de tranzit din mai 1972 au ajutat la scăderea tensiunilor asupra Berlinului de Vest și a facilitat călătoria vest-berlinezilor în Berlinul de Est și a simplificat procedurile necesare pentru a călători din Berlinul de Vest către Germania de Vest. 
La Poarta Brandenburg în 1987, președintele american Ronald Reagan a lansat o provocare liderului sovietic din acea vreme: "Domnule Secretar General Mihail Gorbaciov, dacă într-adevăr căutați pacea, dacă într-adevăr căutați prosperitatea pentru Uniunea Sovietică și Europa Răsăriteană, dacă într-adevăr căutați liberalizare, veniți aici la această poartă! Domnule Gorbaciov, deschideți această poartă! Domnule Gorbaciov, dărâmați acest zid."
Pe 9 noiembrie 1989 a fost deschis zidul, iar cele două orașe au fost din nou unite din punct de vedere fizic, dacă nu și din punct de vedere legal. În cadrul discuțiilor din timpul tratativelor doi plus patru, încheiate cu semnarea unor documente de către oficialii celor două state germane și ai celor patru puteri învingătoare în al Doilea Război Mondial, s-au deschis căile legale pentru reunificarea Germaniei și încheierea ocupației militare a Berlinului de Vest. Pe 3 octombrie 1990, Berlinul de Vest și Berlinul de Est au fost unite într-un singur oraș, care a devenit mai apoi land al Germaniei reunificate, alături de celelalte teritorii ale fostei Germanii Răsăritene. Berlinul Occidental și cel Răsăritean au încetat să existe din punct de vedere oficial.

## Districte ale Berlinului de Vest
Berlinul de Vest a fost compus din următoarele cartiere: 
În sectorul american:
- Neukölln
- Kreuzberg
- Schöneberg
- Steglitz
- Tempelhof
- Zehlendorf

În sectorul britanic:
- Charlottenburg
- Tiergarten
- Wilmersdorf
- Spandau

În sectorul francez:
- Reinickendorf
- Wedding